# Ditropis whitei
Ditropis whitei là một loài ốc có nắp, là động vật chân bụng sống trên cạn thuộc họ Cyclophoridae.
Đây là loài đặc hữu của Úc.